# Hoffmannseggia glauca
Hoffmannseggia glauca là một loài thực vật có hoa trong họ Đậu. Loài này được (Ortega) Eifert miêu tả khoa học đầu tiên.